# Delegação de Cano na Assembleia Nacional da Nigéria
A delegação de Cano da Assembleia Nacional da Nigéria compreende três Senadores representando Cano-Central, Cano-Sul, e Cano-Norte, e vinte e três Representantes representando Kumbutso, Tarauni, Tiwada/Doguwa, Bichi, Bunkure/Rano/Kibiya, Kura/Madobi/Garunmalam, Albasu/Ajingi/Gaya, Gezawa/Gabasawa, Dala, Gwarzo-Kabo, Fagge, Danratta/Makoda, Ditofa/Tofa/Rimin-Gado, Gwale, Sumaila/Takai, Bawga/Shanono, Ungogo/Minjibir, Cano Municipal, Dawakin/Kuru/Warawa, Tsanyawa/kunchi, Wudil/Garqo, Kiru/Bebeji, Karaye/Rogo.

## Quarta República

### O 4º Parlamento (1999 - 2003)
|               |                          |         |                        |           |
| Cargo         | Nome                     | Partido | Eleitorado             | Período   |
|               |                          |         |                        |           |
| Senador       | Masa'ud Doguwa El-Jibril | PDP     | Cano-Sul               | 1999–2003 |
| Senador       | BelloHayatu Gwarzo       | PDP     | Cano-Norte             | 1999–2003 |
| Senador       | Ibrahim Kuta Mohammed    | PDP     | Cano-Central           | 1999–2003 |
|               |                          |         |                        |           |
| Representante | Bala Ali                 | PDP     | Kumbutso               | 1999–2003 |
| Representante | Barau Jibrin             | PDP     | Tarauni                | 1999–2007 |
| Representante | Biburim Bashir Yusuf     | PDP     | Tiwada/Doguwa          | 1999–2003 |
| Representante | Bichi Mahmoun Baba       | PDP     | Bichi                  | 1999–2003 |
| Representante | Bunkure YusufMalam       | PDP     | Bunkure/Rano/Kibiya    | 1999–2007 |
| Representante | Butalawa Garba Mohammed  | PDP     | Kura/Madobi/Garunmalam | 1999–2003 |
| Representante | Fanda Adamu Abdul        | PDP     | Albasu/Ajingi/Gaya     | 1999–2003 |
| Representante | Gabasawa Nasiru Abduwa   | PDP     | Gezawa/Gabasawa        | 1999–2003 |
| Representante | Gora Muhtan Abdulrazaq   | PDP     | Dala                   | 1999–2003 |
| Representante | Gwarzo Hamza Zakari      | PDP     | Gwarzo-Kabo            | 1999–2003 |
| Representante | Hamza Danlami            | ANPP    | Fagge                  | 1999–2003 |
| Representante | Harisu Srajo             | PDP     | Danratta/Makoda        | 1999–2003 |
| Representante | Haruna Shehu Lambu       | PDP     | Ditofa/Tofa/Rimin-Gado | 1999–2003 |
| Representante | Hausawa Aminu Ghali      | PDP     | Gwale                  | 1999–2003 |
| Representante | Kachako Aliyu Mohammed   | PDP     | Sumaila/Takai          | 1999–2003 |
| Representante | Lawan Farouk             | PDP     | Bawga/Shanono          | 1999–2003 |
| Representante | Muktar Ad'hama Ismail    | PDP     | Ungogo/Minjibir        | 1999–2003 |
| Representante | Na'Abba Ghali Umar       | PDP     | Cano Municipal         | 1999–2003 |
| Representante | Sarai Bako               | PDP     | Dawakin/Kuru/Warawa    | 1999–2003 |
| Representante | Tsanyawa Umaru Aliyu     | PDP     | Tsanyawa/Kunchi        | 1999–2003 |
| Representante | Wudil Sirajo Mohammed    | PDP     | Wudil/Garqo            | 1999–2003 |
| Representante | Yako Aliyu Mohammed      | PDP     | Kiru/Bebeji            | 1999–2003 |
| Representante | Yammedi Shehu Aliyu      | PDP     | Karaye/Rogo            | 1999–2003 |